# Karl Gildemeister

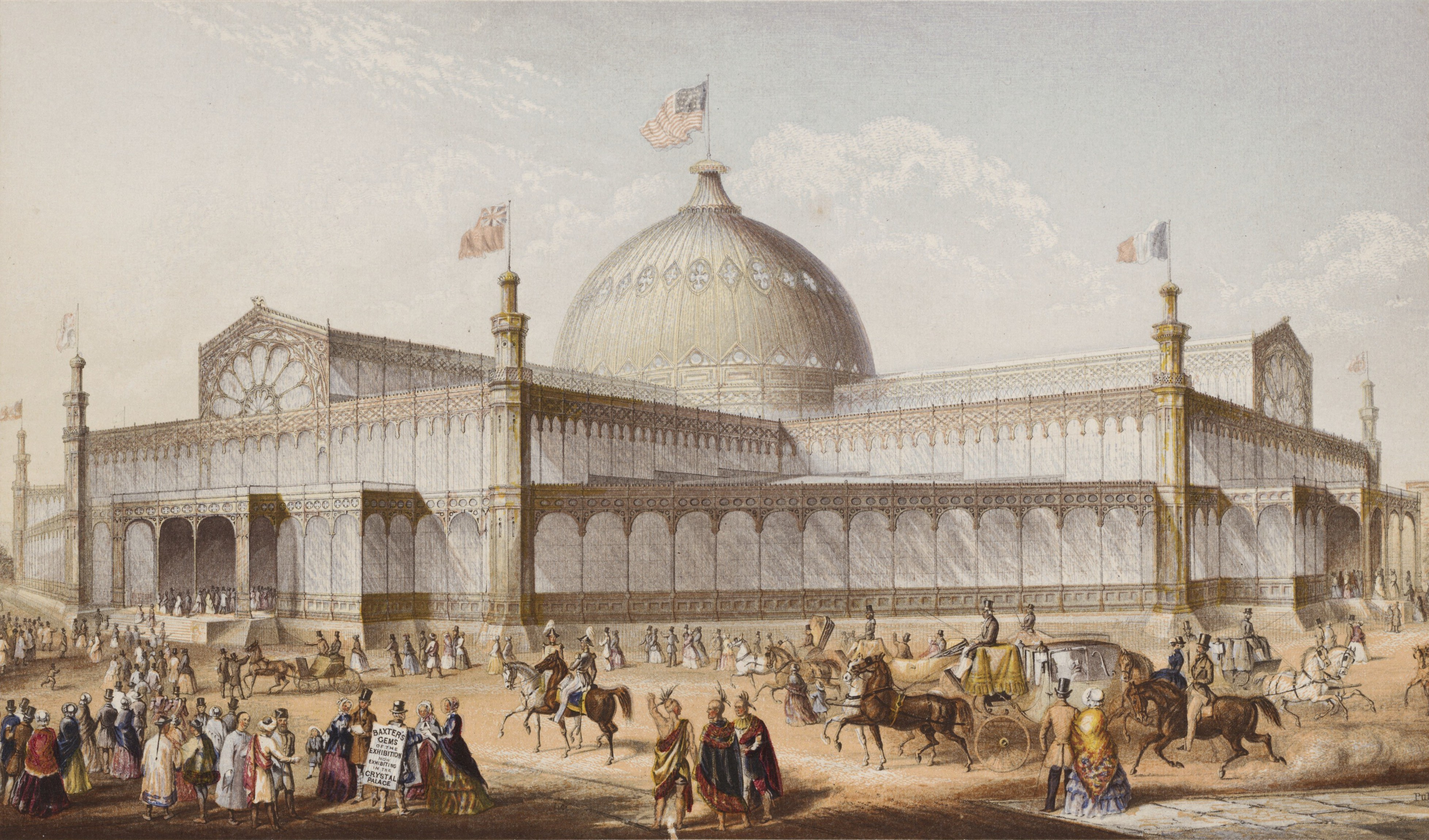
Gildemeisters New York Crystal Palace

Karl Gildemeister (* 11. Oktober 1820 in Bremen; † 8. Februar 1869 in Bremen) war ein deutscher Architekt.

## Biografie
Gildemeister war der Sohn von Senator Johann Carl Friedrich Gildemeister (1779–1849) und dessen Ehefrau Verena Thibeta Stolz (1795–1841) sowie Bruder von Bürgermeister Otto Gildemeister und Schwiegersohn des Architekten Jacob Ephraim Polzin.
Nach einer praktischen Ausbildung bei Jacob Ephraim Polzin, besuchte Gildemeister zuerst die Polytechnische Hochschule Karlsruhe und dann die Berliner Bauakademie. Studienreisen führten ihn nach Italien und Griechenland. Zwischen etwa 1849 und 1857 war er in New York tätig. Für die Exhibition of the Industry of All Nations (1853) in New York erbauten Karl Gildemeister und Georg Carstensen 1852 einen Kristallpalast, der aber schon 1858 einem Großbrand zum Opfer fiel. In Bremen war er, bis zu seinem frühen Tod, Lehrer an der gewerblichen Zeichenschule (eine Kunstgewerbeschule). Bekannt ist sein historisches Aufmaß vom Bremer Rathaus und seine Marktplatzansicht.